# Полска филмова школа
Полска филмова школа (на полски: Polska szkoła filmowa) е название дадено на артистичната формация, която доминира полската кинематография в периода 1956 – 1963 година. Нейни извори на вдъхновение са италианския неореализъм, експресионизма и филм ноар, а цел – раздяла с филмовата естетика на соцреализма.
Полската школа е тематично разнообразна, въпреки че постоянно се среща опитът за равносметка на периода на Втората световна война, бидейки преживян от поколението артисти родени през 20-те години на ХХ век. Между изтъкнатите ѝ творци са режисьорите Анджей Вайда, Анджей Мунк, Тадеуш Конвицки, Войчех Йежи Хас, Йежи Кавалерович, Кажимеж Куц, Станислав Ружевич, сценариста Йежи Стефан Ставински, операторите Йежи Липман, Курт Вебер, Йежи Вуйчик, Ян Лясковски, актьорите Збигнев Цибулски, Богумил Кобеля, Тадеуш Янчар, Адам Павликовски, композиторите Ян Кренц, Анджей Марковски, Тадеуш Байрд и сценографите Роман Ман и Анатол Раджимович.
Стимул за промените, благоприятствали зараждането на течението, са октомврийските събития от 1956 година, както и появата на филмови студия като „Кадър“ и „Камера“. Творбите на полската филмова школа са многократно награждавани в чужбина, обръщайки внимание на световната критика за промените в полската кинематография. Същевременно те предизвикват бурни дискусии по темите за героичните митове и равносметката на войната и окупацията. По адрес на течението са отправяни критики за неговия песимистичен език, а през 1960 година Секретариатът на Централния комитет на Полската обединена работническа партия (ПОРП) издава тайно постановление по отношение на кинематографията, което фактически означава край на формацията. Въпреки че западната критика не е настроена възторжено към течението, полската филмова школа – заедно с киното на моралното неспокойствие – е едно от най-важните направления в историята на полското кино.

## Нееднозначност на названието и проблеми с класификацията
Голям принос за приемането на това понятие имат Александер Яцкевич и Антони Бохджевич, които постулират възникването на полска филмова школа в годините 1954 – 1955 (представяйки като модел на подражание италианския неореализъм), във време в което все още не са създадени филми за нея. Яцкевич пише: „Бих искал „нашият филм“ да се подготви за велика историческа, социална и морална дисертация, в която да представи заобикалящия ни живот и нашето време, за да възникне полска филмова школа, достойна за големите традиции на нашето изкуство“.
Филмологът Марек Хендриковски смята, че названието не е коректно: това не е „школа“, а интелектуално-артистична формация. Вярно е, че младите артисти, които са включени в нея, в мнозинството си са възпитаници на Лодзкото филмово училище, но още от началото се различават стилово и никой от тях не споменава за свой филмов учител.
Проблем създава също така и класификацията на творците и филмите. Важна тема по това време е войната, но според Хендриковски при описанието на полската школа не трябва да се пренебрегват и филмите на съвременна тематика. Трябва да се обърне внимание на вътрешната еволюция на тази формация, богатството на нейните направления и многостиловостта на художествените ѝ търсения. Той постулира нова интерпретация, според която: полската школа има многолик характер, претърпява промени, няма обща ясно изразена посока на развитие, творение е на много автори (не е дело само на режисьори, но и на сценаристи, оператори, актьори и сценографи), обхваща разнородни явления (тя е формация за естеството на диалога – с елемент на дискурс).

## Зараждане
През ноември 1949 година в полското кино е наложена поетиката на соцреализма. За привличане на полските зрители, тя се опира на кодове, характерни за междувоенното съветско кино от 30-те години на XX век, които правят възможно разпространението на комунистическата идеология в опростена форма. Поетиката на полския соцреализъм в голяма степен ограничава самостоятелността на младите творци, особено при сюжет на соцреалистическия филм, който се опира на схема, наречена от филмовия критик Тадеуш Любелски квартет „учител“ – „последовател“ – „спътник“ – „враг“. Явно пропагандните филми, такива като реализирания колективно „Две бригади“ (на полски: Dwie brygady, 1950), „Войник на победата“ (на полски: Żołnierz zwycięstwa, 1953) на Ванда Якубовска, „Близо до Варшава“ (на полски: Niedaleko Warszawy, 1954) на Мария Каневска, претърпяват артистично и комерсиално поражение. Симпатията на зрителите е спечелена от творби, съчетаващи пропагандно съдържание с комедийно-мелодраматичните възприятия на полското междувоенно кино. Реализират ги главно предвоенни режисьори като Александер Форд – „Младостта на Шопен“ (на полски: Młodość Chopina, 1953), Петорката от улица Барска, (на полски: Piątka z ulicy Barskiej, 1954), Леонард Бучковски – „Начален старт“ (на полски: Pierwszy start, 1950), „Въпрос за уреждане“ (на полски: Sprawa do załatwienia, 1953), „Приключение в Мариенщат“ (на полски: Przygoda na Mariensztacie, 1954) и Ян Фетке – „Ирена, вкъщи!“ (на полски: Irena do domu!, 1955), чиито творби отговарят на вкуса на зрителите, благодарение на присъствието в тях на закачливи песни, представящи в положителна светлина социалните и политически промени в Полската народна република (ПНР).
За промените в кинематографията, които довеждат до артистичен ренесанс в полското кино, влияние оказват няколко фактора. Като първи от тях се споменава „размразяването“, което настъпва след смъртта Йосиф Сталин. Политическото успокояване, засилено от XX конгрес на КПСС, както и от октомврийските събития в Полша, довежда до увеличаване на художествената свобода на режисьорите. През ноември 1956 година „Централното управление по кинематография“ – главният орган, който надзирава филмовата продукция в ПНР, е ликвидиран, като на негово място е създаден „Върховен съвет за кинематография“, а продукцията на полски филми се децентрализира. В 1958 година е създадено „Обединени колективи на филмовите продуценти“ – предприятие, основано от осем филмови студия: „Кадър“, „Камера“, „Илюзьон“, „Ритъм“, „Старт“, „Студио“, „Сирена“ и „Дрога“. Те представляват форма на художествено и продуцентско самоуправление. Вторият фактор спомогнал за зараждането на новото течение е появата на първите абсолвенти на Висшето филмово училище в Лодз, които около 1955 година имат възможността „да се захванат с много неща, премълчавани досега“, както евфемистично описва зараждащото се явление филмовият критик Станислав Яницки. Възпитаниците на Лодзкото филмово училище добре се ориентират в съвременните тенденции на световното кино. Част от тях използва като извор на вдъхновение „италианския неореализъм“, а друга – поетиката на експресионизма, както и „филм ноар“. Като трети фактор, указал влияние за появата на полската филмова школа, се изтъкват настъпилите промени в соцреалистичната литература, маркирани от анонимния „Дневник на ученичката“ (на полски: Pamiętnik uczennicy), „Поема за възрастни“ (на полски: Poemat dla dorosłych) на Адам Важик, но най-вече от разказите на Марек Хласко, които показват мрачната страна на промените в полското общество, сред тях неконтролируемото хулиганство и липсата на перспективи за бъдещето на младежите.

## Фази на развитие

### Встъпителна фаза (1954 – 1956)
Въпреки че първите признаци за разнообразяване на доктрината на соцреализма са представени в дилогията на Йежи Кавалерович „Целулоза“ (на полски: Celuloza, 1953) – „Под фригийска звезда“ (на полски: Pod gwiazdą frygijską, 1954), както Тадеуш Любелски, така и Марек Хендриковски смятат за встъпителна фаза на полската школа периода 1955 – 1956 година. В това време излизат първите игрални филми, които въпреки че прилагат схеми, характерни за соцреализма, поне отчасти нарушават канона на тогавашната естетика. Към тях принадлежат преди всичко „Поколение“ – филм на Анджей Вайда, реализиран в 1954 година, който има премиера на 26 януари 1955 година. Режисьорът на „Поколение“ дължи своя дебют на Александер Форд, който му отстъпва сценария, написан от Бохдан Чешко. Вайда се намира под силно влияние на италианския неореализъм, а пропагандния разказ за ускореното посвещение на дейците на комунистическия Съюз на младежката борба по време на Втората световна война е удостоверен чрез нов стил на актьорска игра, представен от актьори като Тадеуш Ломницки и Тадеуш Янчар. Неореалистичният стил прониква също при „Часове на надежда“ (на полски: Godziny nadziei, 1955) на Ян Рибковски – филм, ограничен драматургично до няколко часа от последните дни на войната, както и в среднометражния игрален дебют „Небесносин кръст“ (1955) на Анджей Мунк, псевдодокументален филм за партизанския Закопански отряд на Планинската доброволческа спасителна служба, реализиран на автентични места. Като представител на встъпителната фаза на полската школа Хендриковски посочва също и „Сянка“ (на полски: Cień, 1956) на Йежи Кавалерович, Въпреки че според Любелски, приложените мерки в този филм, например частичната достоверност на разказвачите и усилващото се напрежение, служат на разказа да призовава към бдителност към действията на политическите врагове.

### Първа фаза (1956 – 1957)
Хендриковски определя 1956 година за начало на съществуване на полската школа – годината, в която са произведени първите филми, които скъсват с поетиката на соцреализма. Тяхната премиера е през 1957 година, в периода на бурните следоктомврийски събития в страната. Анджей Мунк е първият режисьор, който се възползва от тях като реализира филма „Човек върху релсите“ (на полски: Człowiek na torze, 1956). Разследването на причините, довели до смъртта на машинист на влак, представящ предвоенното поколение, е разказано във форма, напомняща „Гражданинът Кейн“ (на английски: Citizen Kane, 1941) на Орсън Уелс и „Рашомон“ (на японски: 羅生門/Rashōmon, 1950) на Акира Куросава. Адаптацията на новелата на Йежи Стефан Ставински порвоначално представя машиниста Ожеховски като саботьор, което извиква в съзнанието поетиката на соцреализма. С напредването на действието във филма наяве излиза истинският фон на събитията: Ожеховски става жертва на донос от страна на завистлив кариерист, а главна тема на творбата става „една от най-важните черти на сталинистката система:[...] разбиване на естествените междучовешки връзки“.
Вниманието на международната критика към зараждащото се в Полша филмово явление е привлечено обаче от „Канал“ (на полски: Kanał, 1956) на Анджей Вайда – филм, заснет отново по разказ на Ставински. Както сценариста, така и режисьора, въвеждат като главна тема на филма обхванатото от политическо табу Варшавско въстание, по-конкретно неговите последни дни, в течение на които въстанически отряд извършва отчаян опит да се прехвърли чрез канализацията от Мокотов до Шрудмешче на Варшава. Въпреки че филмът първоначално е посрещнат негативно от полската критика и предизвиква редица спорове, в чужбина постига голям международен успех, подпечатан със Сребърна палма от Филмовия фестивал в Кан. Със соцреалистичната поетика се разделя окончателно и Йежи Кавалерович. В своя филм „Истинският край на голямата война“ (на полски: Prawdziwy koniec wielkiej wojny, 1957) изобразява психологическите последици от нацистката окупация чрез съдбата на един мъж, който преживява травма след период прекаран в концентрационен лагер.
Към първата фаза на полската школа Хендриковски включва също така два филма на съвременна тематика: „Зимен здрач“ (на полски: Zimowy zmierzch, 1957) на Станислав Ленартович и „Изгубени чувства“ (на полски: Zagubione uczucia, 1957) на Йежи Зажицки. Филмът на Ленартович избягва агитационните елементи, поставяйки фигурата на старец от провинцията в центъра на разказа, вместо на младеж от големия град, типичен за социалистическия реализъм. Затова творбата на Зажуцки компрометира основите на соцреалистичната поетика в дух подобен до „Човек върху релсите“: неговата главна героиня, ударничка на труда от Нова Хута, не успява да отгледа най-голямото от петте си деца като примерен гражданин. Нещо повече, най-големият ѝ син влиза в хулиганска среда, което превръща „Изгубени чувства“ в произведение свързано с т.нар. „черна серия“, творческа тенденция в полското документално кино.

### Втора фаза (1957 – 1958)
Към втората фаза от еволюцията на полската школа се включват филми, реализирани в 1957 година и имащи премиера през първата половина или ранната есен на 1958 година. В тази фаза творците създават нови изразни средства и се съсредоточават върху истории, показани на базата на опита на хората. Главен представител на тази фаза е „Героика“ (на полски: Eroica, 1957) на Анджей Мунк, в който критиците откриват полемика с „Канал“ на Вайда. Докато „Канал“ показва варшавските въстаници в елегичен, крайно изразителен тон, то състоящият се от две новели „Гериока“ се разправя с мита за въстаническия героизъм. На протагониста на Вайда се противопоставя рационално мислещият комбинатор Джиджуш Гуркевич (Едвард Джевонски) и лагеристът Турек (Кажимеж Рудзки). Действителността на Втората световна война е демитологизирана във филма и показана в гротескно-трагичен тон, пример за което е сцената, в която Гуркевич хвърля по посока на немски танк бутилка алкохол вместо бутилка с бензин. Станислав Ружевич, поредният режисьор принадлежащ към полската школа, заема помирително положение между романтичната визия на Вайда от една страна и скептицизма на Мунк от друга. Във филма „Свободен град“ (на полски: Wolne miasto, 1958), базиран върху разказа на Ян Юзеф Шчепански, авторът представя защитата на полската поща в Гданск през септември 1939 година. Героите на Ружевич, изпълняващи скромната служба на пощальони, според Любелски са ръководени от „вродено чувство за благоприличие“, което ги подтиква да предприемат лишена от героизъм битка срещу агресора.
Във втората фаза на полската школа към течението се включват и двама творци, които вместо да коментират събитията от Втората световна война, се обръщат към съвременността. Например Войчех Йежи Хас екранизира разказа на Марек Хласко под заглавието „Примка“, показвайки обречената на неуспех борба на потопения в депресия артист алкохолик. Докато разказа на Хласко акцентира на биологизма и вулгарността на главния герой, то „Примка“ (на полски: Pętla, 1957) на Хас прави от протагониста оплетен в примката на пиянството човек – наратив, който напомня на филмовия критик Болеслав Михалек за творчеството на Франц Кафка. В своя игрален дебют Хас се заема също така с екзистенциалната тема за постоянно изтичащото време на съществуване на героя, отбелязано с лайтмотив под формата на часовник. Върху екзистенциалната тема се концентрира и Тадеуш Конвицки в своя филмов дебют „Последният ден на лятото“ (на полски: Ostatni dzień lata, 1958), който представлява рязък обрат в неговото творчество. Като писател, компрометиран от предходното си участие в създаване на соцреалистическо творчество, Конвицки мечтае да предефинира своя творчески път. Със средства в размер на 10 000 злоти реализира един от най-евтините полски филми за всички времена, който по мнението на Любелски изпреварва постиженията на френската „Нова вълна“. Съдържанието на филма – интимна среща на момче, разочаровано от фалшивостта на своите роли, със зряла жена – представлява претекст за Конвицки, който му позволява да се очисти от влиянието на соцреализма. „Последният ден на лятото“ печели Голямата награда на Филмовия фестивал във Венеция в категорията за късометражен филм, отваряйки пътя на Конвицки към по-нататъшна филмова кариера.

### Трета фаза (1958 – 1959)
Третата фаза от еволюцията на полската школа обхваща края на 1958 година и 1959 година, и според мнението на Хендриковски се отличава със зрялост и богатство на творческите търсения, както и с усъвършенстване на модела за свободна адаптация на литературни произведения. Най-цененият филм на тази фаза е „Пепел и диамант“ (на полски: Popiół i diament, 1958) на Анджей Вайда. Екранизацията по романа на Йежи Анджеевски по различни начини напомня за митовете на полския романтизъм, представени чрез жертвоготовността на главния герой във филма Мачек Хелмицки. Играещият в тази роля Збигнев Цибулски въвежда в полското кино нов, спонтанен тип на актьорска игра, взимайки за образец изпълнения на роли от Марлон Брандо и Джеймс Дийн. Именно изиграната от него роля прави достоверна адаптацията на романа, в който бивш войник на Армия Крайова извършва атентат срещу секретар на Полската работническа партия. Много спорове предизвиква „Летящата“ (на полски: Lotna, 1959) на същия режисьор. Творбата е посветена на поражението на полската армия по време на нациското нападение през септември 1939 година. Вайда изобразява полемиката с романтичния мит чрез сюреалистичния кадър на уланска конна атака срещу немски танкове, възбуждайки по този начин редица дискусии по темата за историческата достоверност на филма.
Темата за атентата се завръща също в „Атентат“ (на полски: Zamach, 1959) на Йежи Пасендорфер, псевдодокументална реконструкция на изпълнението на смъртната присъда на ръководителя на SS и полицията във Варшавски окръг Франц Кучера. Също така „Хапчета за Аврелия“ (на полски: Pigułki dla Aurelii, 1958) на Ленартович – филм за трагичната съдба на участниците във въоръжена акция на АК – напомня по сигурен начин на „Пепел и диамант“, обаче по мнението на критиците със своята формула напомня уестърн вграден в реалността на войната. Батални елементи се появяват и във филма „Орелът“ (на полски: Orzeł, 1959) – резлизиран от Леонард Бучковски разказ за съдбите на екипажа на подводница. Значително по-земно от Вайда представя съдбите на полски войници Кажимеж Куц в дебютния си филм „Кръст за храбрите“ (на полски: Krzyż Walecznych, 1958), чиято разказвателна структура се върти около навлизането на полската земя на Първа армия на полската войска. С пристигането на тази армия е свързано действието в „Сбогувания“ (на полски: Pożegnania, 1958) на Хас, което описва разликата между безгрижния живот на богатите земевладелци и градски жители в 1939 година и деградацията на тези социални прослойки в края на войната. На свой ред в „Дезертьор“ (на полски: Dezerter, 1958) на Витолд Лешевич е илюстриран проблемът с принудителното рекрутиране на поляци извън Генералното губернаторство до Вермахта, а главна драматургична ос е дезертирането на главния герой. Мотивът за бягството присъства също така в „Бялата мечка“ (на полски: Biały niedźwiedź, 1959) на Йежи Зажицки, където е изобразена съдбата на евреин, укриващ се в района на Закопане.
Към третата фаза на филмовата школа Хендриковски включва също така филми, които са се отдалечили от военната тематика, за да се фокусират на съвременността. Филмът „В нощния влак“ (на полски: Pociąg, 1959) на Кавалерович се концентрира върху съдбите на двама души пътуващи с влак от Варшава до морето, въвеждайки в полското кино модернистични елементи на меланхолия. На границата на течението е ситуиран „База от умрели хора“ (на полски: Baza ludzi umarłych, 1958) на Чеслав Петелски, поредна адаптация по роман на Хласко, посветена този път на група деградирали хора, опитващи се да си вършат работата в отдалечен район на Бешчадите въпреки много лошите условия за труд и липсата на обещано ново оборудване. Колкото първоизточника на Хласко (Следващ до рая) показва безнадежността на човешката съдба в тоталитарната държава, толкова Петелски неутраизира неговото послание, заменяйки депресиращия край с „хепиенд“. В голяма степен този подход на режисьора стават причина Хласко да оттгели името си от началните надписи.

### Четвърта фаза (1960)
В четвърта фаза, която обхваща 1960 година, настъпва криза предизвикана от решение на държавната власт. През юни 1960 година Секретариатът на ЦК на ПОРП приема тайно постановление, в което е подложено на критика творчеството на полската школа. Секретариатът смята за неблагонадеждни филмите на военна тематика, като например „Канал“ на Вайда и „Героика“ на Мунк, както и „песимистичните и пълни с горчивина“ творби на съвременна тематика, например „Изгубени чувства“ на Зажуцки и „Примка“ на Хас. Според властта партиен приоритет трябва да имат „идеологически ангажирани филми“ на „морално-възпитателна тематика“ и развлекателни филми предназначени за масовия зрител. Постановлението на Секретариата по отношение на кинематографията не е оповестено публично по време на ПНР, а филмопроизводителите се запознават с него единствено по време на конференция в Спала през октомври 1960 година.
За най-важни филми на тази фаза Хендриковски смята „Лош късмет“ (на полски: Zezowate szczęście, 1960) на Анджей Мунк и „Никой не се обажда“ (на полски: Nikt nie woła, 1960) на Кажимеж Куц. Филмът на Мунк, портретиращ четвърт век от историята на Полша от перспективата на конформиста Ян Пишчик (Богумил Кобеля), същевременно раздвижва премълчавана тема, както по време на управлението на санацията, така и в епохата на сталинизма. Първата тема е препратка към антисемитските настроения, господстващи в периода на Втората Жечпосполита, в която случайно се забърква главният герой. А втората – мрачният следвоенен период, в който кариеристът Пишчик, ревностно изпълняващ своите служебни задължения, става жертва на донос от завистлив колега и е хвърлен в затвора. Затова Куц в своя втори игрален филм се старае да избяга от политическите теми. „Никой не се обажда“ от самото начало е замислен като антитеза на „Пепел и диамант“: за разлика от Мачек Хелмицки от творбата на Вайда, Божек от филма на Куц (Хенрик Боуколовски) отказва да изпълни смъртна присъда и бяга в западналата провинция. Разпознат от един от членовете на нелегалната организация, избира бягството вместо смъртта.

### Пета фаза (1961 – 1963)
По мнението на Хендриковски, в петата фаза са направени последните филми, принадлежащи към полската школа, основно заснети през 1961 година. Признания получават пет филма. Награденият със Сребърна палма на Филмовия фестивал в Кан „Майка Йоанна от ангелите“ (на полски: Matka Joanna od Aniołów, 1961) на Йежи Кавалерович бяга от военната и съвременна тематика, пренасяйки до реалността в Полша през XVIII век темата за „дяволите от Луден“. Емоционалната връзка между новия екзорцист, отец Сурин (Мечислав Войт) и обладаната игуменка на манастир (Люцина Винницка), е изобразена от Кавалерович като алегория на човешките съдби в тоталитарно общество. „Задушница“ (на полски: Zaduszki, 1961) на Конвицки от своя страна приема съглашението с направлението „Нова вълна“. Характеризира се с дълги ретроспекции, в които режисьорът още веднъж размишлява върху соцреалистичното си минало, избирайки няколко нишки от свои по-ранни повести. С формула на новела се характеризира и награденият на венецианския „Фестивал за деца и юноши“ „Акт за раждане“ (на полски: Świadectwo urodzenia, 1962) на Станислав Ружевич, в който режисьорът представя уроците от Втората световна война през перспективата на беззащитните деца.
Уреждане на сметките с наследството на полската школа предприема в 1962 година Войчех Йежи Хас, реализирайки „Как да бъдеш обичана“ (на полски: Jak być kochaną, 1963). Темата на филма на Хас е историята на актрисата (Барбара Крафтувна), която по време на Втората световна война играе в театри, управлявани от немците, а същевременно укрива мъж, заподозрян за убийството на „фолксдойч“. Този мъж олицетворява познатия от „Пепел и диамант“ Збигнев Цибулски, а развръзката на сюжета е иронична реплика на „сцената с лампите“ от филма на Вайда, в която звучи същата патриотична песен – „Червени макове на Монте Касино“. Цибулски според Хас се оказва алкохолизиран странстващ актьор и митоман, който си спомня свое предполагаемо героично дело. Като завършек на течението се смята филма „Пасажерката“ (на полски: Pasażerka, 1963) на Мунк, който представя общуването между затворничка в концентрационния лагер „Аушвиц“(Анна Чепелевска) и нейната нацистка надзирателка (Александра Шльонска). Филмът остава недовършен, понеже по време на неговото реализиране Мунк загива в автомобилна катастрофа. Приятелят на режисьора Витолд Лешевич монтира останките от засненетите материали по филма, а сценарият е оформен от Виктор Ворошилски. Показан на Филмовия фестивал в Кан, „Пасажерката“ се превръща с течение на времето в най-ценения филм на Мунк.

## Поетика и естетика
Полската филмова школа се отличава с художествен стил, извлечен от естетиката на немския експресионизъм, италианския неореализъм и „филм ноар“. Голямо въхновение за творците на формацията става преди всичко „Гражданинът Кейн“ (1941) на Орсън Уелс. На ниво разказ директно до произведнието на Уелс се позовава Мунк. В „Човек върху релсите“ предлага субективен разказ, изграден от множество ретроспективни спомени, създаващи фон за трагично събитие. Сесар Балестер забелязва, че начинът на заснемане на „Човек върху релсите“ от екипа създава атмосфера, характеризираща „филм ноар“, а финалната фраза от творбата на Мунк: „тук е задушно“, осветлява напрежението произтичащо от събитията в сталиниската епоха. За разлика от това „Героика“ на Мунк и „Пепел и диамант“ на Вайда в естетическо отношение се приближават до „Гражданинът Кейн“, до голяма степен благодарение на иновацията „дълбочина на рязкост“. Тя позволява реализиране на действие в няколко плана едновременно и разширено звуково поле.
По време на заснемането на „Героика“, главният оператор Йежи Вуйчик въвежда в полската кинематография технологията „широк екран“ (на английски: wide screen), благодарение на която разпространява в полските кина формата 1,66:1. Вуйчик използва също така френска камера с 18-милиметров обектив, който в сегмента „ostinato lugubre“ му послужва да подчертае задушната затворническа атмосфера. В следващите филми, заснети от Вуйчик: „Пепел и диамант“, „Никой не се обажда“ и „Майка Йоанна от ангелите“, чрез деликатна игра на светлосенки операторът придава символично значение на бяло, сиво и черно. Семантичният слой в творчеството на Вуйчик е особено видим в „Никой не се обажда“, когато визуалната изолация на двамата главни герои е придружена от протяжен дъжд. По време на работата над „Канал“ операторът Йежи Липман изпълнява най-вече кадри в близък план с „жабешка перспектива“, създавайки по този начин клаустрофобичен характер на лутането в големите канални колектори. Затова операторът Ян Лясковски в „Истинският край на голямата война“ на Кавалерович въвежда в полската кинематография субективните кадри на камерата, което подчертава психическото разстройство на героя, белязан с клеймото на концентрационния лагер.
В част от изследванията някои филми от полската школа се сравняват с творби на немския експресионизъм и „филм ноар“. Примерно Джеймс Найт от списание „Senses of Cinema“ открива при „В нощния влак“ на Кавалерович връзка с „М“ (1931) на Фриц Ланг, в който има подобна сцена на саморазправа с предполагаем убиец. Алиця Хелман забелязва стилистична връзка между „Канал“ на Вайда и филмите „ноар“ на Карол Рийд: „Странният човек отвън“ (на английски: Odd Man Out, 1947) и „Третият човек“ (на английски: The Third Man, 1949), съдържаща се в сходното изобразяване на бягството през каналите. С втория от филмите Хелман свързва също така „Хапчета за Аврелия“ на Ленартович, който за полския филмов експерт е пример за вдъхновение от сюреалистичното кино на Луис Бунюел. Прилики с филмите „ноар“ забелязва и Камила Жито в „Примка“ на Хас, който по отношение на убедително песимистичната и мрачна атмосфета напомня за „Изгубеният уикенд“ (на английски: The Lost Weekend, 1945) на Били Уайлдър. Също Евелина Нурчинска-Фиделска признава част от филмите на полската школа – „Зимен здрач“, „Примка, „Изгубени чувства“ и „База от умрели хора“ – за представители на естетиката „ноар“ (наричана от нея „черен реализъм“), която се изразява в портрета на хулиганството, мрачните градски кътчета и присъствието на „фатална жена“.
Важна роля в изработването на поетиката на полската школа изиграва също така езоповият език. Филмите от полската школа въвеждат скрито съдържание, което непосредствено предадено би възбудило бдителността на тогавашната цензура. Примерно в „Канал“ на Вайда преграденият изход с изглед към другия бряг на Висла внушава всеобщото мнение за пасивността на съветската войска, която се спира на отсрещния бряг и не помага на полските въстаници. В „Пепел и диамант“ специфичната символика с войници от нелегалната организация, палещи чашки със спирт като свещен огън в памет на загиналите другари, довежда до това, че тези деморализирани хора в нелегалност, а не споменатите комунисти от испанската гражданска война, спечелват симпатиите на публиката.

## Признание

### Прием от критиката в Полша
Полска филмова школа предизвиква редица дискусии и полемики с неговите главни автори. Най-благоприятен в оценката си за това течение е Александер Яцкевич, който особено цени творчеството на Вайда и Мунк. Яцкевич смята най-вече „Човек върху релсите“ за успешено разплащане на сметките с „митологията на миналия период“. Явлението получава добър пример също така от такива критици, като Кшищоф Теодор Топлиц, Станислав Гжелецки, Алиця Хелман, Болеслав Михалек, Станислав Ожимек, Йежи Плажевски и Ян Юзеф Шчепански.
Сред творбите на полската школа Зигмунт Калужински фаворизира творчеството на Мунк, който според критика успешно воюва „с култа на откачения, псевопатриотичен героизъм“. Критично се отнася към филмите на Вайда от периода на полската школа, а цялото течение обвинява в краен песимизъм. Срещу формацията също така излиза Ирена Меж, твърдейки, че „тя изплува на вълните на политическата конюнктура“. Сурово се отнася към полската школа и Анджей Кийовски, протестирайки особено срещу иконоборския „Лош късмет“ и класифицирайки цялото течение като „полска мазохистична школа“.
С течение на времето полската филмова школа получава по-дистанцирани изследвания. Кажимеж Брандис отчита в течението проява на традицията на полската романтическа литература, представяща множество интелектуални нагласи. Йежи Топлиц смята, че именно благодарение на полската школа публиката има възможност да види актьори, използващи нов стил на игра, такива като Тадеуш Янчар, Збигнев Цибулски, Тадеуш Ломницки, Адам Павликовски и Густав Холюбек. Тадеуш Любелски пише, че „във филмовата историография това понятие се оказва устойчиво, както италианския неореализъм или френската „нова вълна“. Йежи Плажевски забелязва, че благадарение на възникването на филмовите студии школата помага на полското кино да се отскубне от оковите на тясната политическа зависимост в безпрецедентен мащаб за социалистическия блок. Също Хелман констатира, че в сравнение с времето на соцреализма „това беше прелом, голяма промяна, като след докосване с вълшебна пръчка“. Анджей Вайда забелязва, че полската филмова школа изиграва по-голяма роля в оформянето на съзнанието на поляците, отколкото литературата, защото може да използва изразни средства, които са трудно уловими от цензурата. По мнението на Марек Халтоф съвременните и зрители приемат филмите на полската школа като универсални драми за морални избори и дилеми.

### Прием от критиката в чужбина
В СССР показването на филми от полската школа е ограничено. Премиерата на филма „Канал“ на „Световния фестивал на младежта и студентите“ в Москва предизвиква голямо раздвижване сред зрителите, което е един от решаващите фактори за края на културното размразяване в СССР. Други филми на полската школа, например „Героика“, „Примка“, „База от умрели хора“, „Кръст за храбрите“, „Последният ден на лятото“, „Осмият ден на седмицата“ (на полски: Ósmy dzień tygodnia, 1958), „Пепел и диамант или дочакват премиера с голямо закъснение, или изобщо не са прожектирани. В тях е съзрян „ревизионизъм“, видно от публикацията на Ростислав Юренев „За влиянието на „ревизионизма“ върху филмовото изкуство в ПНР“. Публикацията представява пасквил срещу следоктомврийското полско кино.
В Чехословакия творбите на полската филмова школа са показани с неколкогодишно закъснение. На конференция в Прага през 1957 година зараждащото се явление е критикувано като „вражеско по отношение на социалистическия строй“, което предизвиква маргинализирането му. Едва в началото на 60-те години на ХХ век зрителите имат възможност да видят принадлежащите към полската школа филми на Вайда и Мунк. Докато творбите на Вайда са разбираеми за чехословашката публика поради ясните препратки до романтизма, то най-добре приетите филми на Мунк „Човек върху релсите“ и „Пасажерката“ са наградени на Международния филмов фестивал в Карлови Вари. В същото време гротескната природа на „Героика“ и неговата борба с мита на варшавското въстание създава проблем с разбиране на стремежите на такива фигури като Джиджуш Гуркевич.
Критиците, пишещи на страниците на „Sight and Sound“, се отнасят противоречиво към филмите от полската школа. „Поколение“ и „Канал“ на Вайда са оценени от Линдзи Андерсън като филми за събуждане на обществената информираност, а друг критик Джийн Московиц прави първи опит за класификация на течението, разграничавайки филмите на „придворни“ („Поколение“, „Човек върху релсите“) и „октомврийски“ („Канал“, „Гериока“). Критиците от „Sight & Sound“ се отнасят сдържано към филмите на Кавалерович, Ружевич и Хас, третирайки освен това „Пепел и диамант“ като проява на стилистичен ексцес, в същото време ценят дебюта на Конвицки и киното на Мунк, особено „Пасажерката“.
Полската филмова школа е ценена във Франция; „Човек върху релсите“ е описан от Жорж Садул като невероятно реализиран филм, ползващ пестелива форма. „Канал“ е приет скептично от „Монд“, в същото време изданията „Либерасион“, „Комбат“ и „Поситиф“ третират този филм за Варшавското въстние като шокиращо представяне на нацистката жестокост. Режисьорът Жан Реноар оценява „Пепел и диамант“ като съпоставим с творчеството на Ерих фон Щрохайм. Френската критика приема с разочарование „Сбогувания“ и „Как да бъдеш обичана“, за които смята, че са твърде херметични. Съоснователят на френската „Нова вълна“ Жан-Люк Годар, упреква протягащите ръка в миналото филми от полската школа, че прекалено късно се заемат с темата за Втората световна война. Колкото Годар цени „Пасажерката“ на Мунк заради оригиналността на формата, толкова например „Канал“ на Вайда е за него единствено възпоменателен филм.
Течението разделя и критиците от амариканското списание „Film Quarterly“. Докато „Пепел и диамант“ е разчетен като филм с по-голям политически потенциал, отколкото формален, то Ърнест Каленбах в „Героика“ на Мунк цени директността на говерене по политически теми. Също така „Пасажерката“ е приет благоприятно заради оригиналния, дистанциран подход към темата за Аушвиц, a „Как да бъдеш обичана“ по мнението на Каленбах представя също така творческо изследване на „женската психология“. C. A. Milverton отличава особено „Последният ден на лятото“ на Конвицки, считайки го за най-интересния филм на полската школа. Дейвид Хъл, запазвайки по-голям скептицизъм, в колективна статия посветена на късната фаза на полската школа посочва на режисьорите – от Пасендорфер до Зажицки – истеричния подход към военната тема. Хъл смята „Кръст за храбрите“ на Куц за най-добър от полските филми в периода 1959 – 1961 година.

## Значение
Полската филмова школа оказва значително влияние на местната кинематография, а по мнението на Дейвид Бордуел и Кристин Томпсън е също така най-важната филмова формация от 50-те години на XX век в Източна Европа. Въпреки че е неутрализирана на комунистическите власти, нейното ехо отеква в такива филми от 60-те години на XX век, като „Салто“ (на полски: Salto, 1965) на Конвицки, Шифри (на полски: Szyfry, 1966) на Хас и Вестерплате (на полски: Westerplatte, 1967) на Ружевич. До полската школа съзнателно се свързват такива филми, като чехословашкия „Zde jsou lvi“ (1958) на Вацлав Кръшка, унгарския „Свидетелят“ (на унгарски: A tanú, 1969) на Петер Бачо, и дори творби на японския режисьор Нагиса Ошима. Опит за възобновяване на полската школа са реализираните през 90-те години на ХХ век военни филми на Анджей Вайда: „Корчак“ (на полски: Korczak, 1990), „Пръстенче с коронован орел“ (на полски: Pierścionek z orłem w koronie, 1992) и „Страстна седмица“ (на полски: Wielki Tydzień, 1993), който обаче завършва с артистичен неуспех. Понякога като последен филм, свързан до известна степен с полската школа, се посочва „Полковник Квятковски“ (на полски: Pułkownik Kwiatkowski, 1995) на Куц – филм, режисиран на основата на много по-ранен сценарий на Ставински, невъзможен за реализиране по време на ПНР. Като символично преклонение към полската школа критиците смятат „Ида“ (на полски: Ida2013) на Павел Павликовски, който, подобно на творбите от течението, раздвижва теми, предизвикващи бурна обществена дискусия, а така също по отношение на начина за кадриране, черно-белият контраст и текстурата на изображението напомня за филмите „Майка Йоанна от ангелите“ на Кавалерович и „Никой не се обажда“ на Куц.
Американският режисьор Мартин Скорсезе признава, че черпи вдъхновение от полската филмова школа. При присъждането му на званието „доктор хонорис кауза“ на Лодзкото филмово училище споделя, че полската кинематография има голямо влияние върху неговата работа:
| „ | Не мога да обясня, колко голямо влияние има вашето кино – включително Вайда, Полански и Сколимовски, цялата група от това време – върху моето творчество. И има до днес, защото когато правя филм, обикновено показвам на актьорите или операторите именно полски филми от 1950-те години. | “ |

Поради тази причина през 2014 година Скорсезе е патрон на едно от най-големите представяния на полското кино в чужбина – „Мартин Скорсезе представя – Шедьоври на полската кинематография“ (на английски: Martin Scorsese Presents: Masterpieces of Polish Cinema). За поредицата прожекции, организирани в САЩ, Канада и Обединеното кралство, режисьорът избира няколко филма, считани от него за шедьоври на полското кино. Списъкът включва наред с другите и пет филма от периода на полската филмова школа. Това са „Героика„ на Анджей Мунк, „Последният ден на лятото“ на Тадеуш Конвицки, „Пепел и диамант“ на Анджей Вайда, както и „Майка Йоанна от ангелите“ и „В нощния влак“ на Йежи Кавалерович.

## Филмография
| Филм                              | Премиера          | Режисьор             |
| --------------------------------- | ----------------- | -------------------- |
| Човек върху релсите               | 17 януари1957     | Анджей Мунк          |
| Зимен здрач                       | 1 февруари 1957   | Станислав Ленартович |
| Канал                             | 20 април 1957     | Анджей Вайда         |
| Истинският край на голямата война | 10 октомври 1957  | Йежи Кавалерович     |
| Изгубени чувства                  | 21 октомври 1957  | Йежи Зажицки         |
| Героика                           | 4 януари 1958     | Анджей Мунк          |
| Примка                            | 20 януари 1958    | Войчех Йежи Хас      |
| Последният ден на лятото          | 4 юли 1958        | Тадеуш Конвицки      |
| Свободен град                     | 1 септември 1958  | Станислав Ружевич    |
| Пепел и диамант                   | 3 октомври 1958   | Анджей Вайда         |
| Дезертьор                         | 12 октомври 1958  | Витолд Лешевич       |
| Сбогувания                        | 13 октомври 1958  | Войчех Йежи Хас      |
| Хапчета за Аврелия                | 24 ноември 1958   | Станислав Ленартович |
| Атентат                           | 12 януари 1959    | Йежи Пасендорфер     |
| Орелът                            | 7 февруари 1959   | Леонард Бучковски    |
| Кръст за храбрите                 | 27 март 1959      | Кажимеж Куц          |
| База от умрели хора               | 10 юли 1959       | Чеслав Петелски      |
| В нощния влак                     | 6 септември 1959  | Йежи Кавалерович     |
| Летящата                          | 27 септември 1959 | Анджей Вайда         |
| Бялата мечка                      | 3 декември 1959   | Йежи Зажицки         |
| Лош късмет                        | 4 април 1960      | Анджей Мунк          |
| Никой не се обажда                | 31 октомври 1960  | Кажимеж Куц          |
| Майка Йоанна от ангелите          | 9 февруари 1961   | Йежи Кавалерович     |
| Акт за раждане                    | 2 октомври 1961   | Станислав Ружевич    |
| Задушница                         | 5 декември 1961   | Тадеуш Конвицки      |
| Как да бъдеш обичана              | 11 януари 1963    | Войчех Йежи Хас      |
| Пасажерката                       | 20 септември 1963 | Анджей Мунк          |